# Lithosia clarivenata
Lithosia clarivenata là một loài bướm đêm thuộc phân họ Arctiinae, họ Erebidae.